# Гаджизаде, Эльшан Махмуд оглы
Эльшан  Махмуд оглы Гаджизаде (азерб. Elşən Mahmud oğlu Hacızadə) род. 9 августа 1961 года, Сиазань, Азербайджанская ССР) - азербайджанский учёный, доктор экономических наук, профессор , Академик Международной Академии Наук , Академик Международной Академии Менеджмента, Академик Международной Академии Транспорта ,  иностранный член Российской академии естественных наук , член Международного Союза Экономистов .
Эльшан Гаджизаде родился 1961 году в городе Сиазань.

## Образование
В 1982-м году окончил учётно-экономический факультет Азербайджанского Народно-Хозяйственного института им. Д.Бунядзаде.

## Военная служба
В 1982-1984 проходил военную службу.

## Трудовая деятельность
В 1982-1997 г.г. работал работал на различных руководящих должностях по профессиям финансиста, бухгалтера и экономиста в Топливно-Энергетическом Комплексе Азербайджана (SOCAR:  НГДУ им. З.Тагиева и Производственное объединение нефтегазодобычи на суше, ЗАО "Азеригаз").
В 1997-2014 гг. работал на различных должностях по назначению и выбору в области науки и образования:
- Союз Экономистов Азербайджана  - эксперт;
- Национальная Академия Наук Азербайджана Институт Экономики: сектор “Структурных изменений” - заведующий, отдел “Макроэкономического развития и экономического роста” - главный научный сотрудник.
- Азербайджанский Государственный Экономический Университет - UNEC :
“Социально-экономическая научно-исследовательская лаборатория” - заведующий, “Центр Научных исследований и консалтинга по проблемам развития регионов Азербайджана” - директор, “Центр подготовки магистров” - заместитель директора.
В 2010-2018 годах работал главным редактором «Налогового журнала Азербайджана» ”.
С 2019 года является руководителем  «Центра экономики энергетики» Азербайджанский Государственный Экономический Университет - UNEC. Главный редактор журнала ENECO (Energy Economics).
С 2022 года Первый Вице-президент Азербайджанского отделения Международной Академии Наук (IAS-HE AS).
Государственный советник II степени.

## Научная деятельность

### Учёные степени и звания
1. Кандидат экономических наук . 1998 год.
Тема диссертации:  "Экономические реформы и проблемы их совершенствования в нефтегазодобывающей промышленности на суше" 
Специальность: 08.00.05 - Экономика, планирование и организация управления народным хозяйством и его отраслями (промышленность).
2. Доктор экономических наук . 2005 год.
Тема диссертации: "Проблемы повышения добычи нефти и газа на суше Азербайджана" 
Специальность: 08.00.05 - Экономика и управление народным хозяйством (экономика, организация и управление комплексами, отраслями и предприятиями).
3. Доцент. 2010  год.
Номенклатура специальностей: Экономика и управление народным хозяйством (экономика, организация и управление комплексами, отраслями и предприятиями).
Диплом: DS № 03505. Решение Высшей Аттестационной Комиссии при Президенте Азербайджанской Республики  (протокол № 17-K 20.04.2010).
4. Профессор. 2013  год.
Область специализации: По кафедре международных экономических отношений.
Диплом: PR № 01291 2013.Решение Высшей Аттестационной Комиссии при Президенте Азербайджанской Республики  (протокол № 16-R 15.11.2013).
Основное направление научной деятельности:
- Энергетика;
- Промышленность и транспорт;
- Высокие технологии;
- Мировая экономика;
- Проблемы развития образование;
- Энциклопедии и словари терминов экономики
- Социально-экономическое развитие;
- Уровень жизни населения;
- Развитие регионов;
- Цифровая экономика.

Является автором концептуальных исследований по проблемам модернизации национального топливно-энергетического комплекса. Ввел в научный оборот новые экономические концепции и термины, такие как "Социализирующаяся экономика" и "Hобелевская экономика".

### Новые концептуальные обоснования
Концепция социализирующейся экономики (социализирующаяся экономика - новое экономическое понятие), “Нобелевская экономика” (новое экономическое понятие), мировая экономика, промышленная политика и проблемы инфраструктуры, национальная региональная стратегия развития (автономная деятельность, свободные экономические зоны, технопарки, региональное предпринимательство, бизнес инкубаторы), энергетическая безопасность и национальная энергетическая стратегия, модель олигополии в развитии Азербайджанской нефтяной индустрии, альтернативность превращения углеводородных ресурсов в ядерный потенциал, высокие технологии, информационная экономика, нанотехнологии, проблемы развития городской общественного транспорта и новые экологические требования автомобилизации, усовершенствование региональной транспортной инфраструктуры: коридоры Восток-Запад и Север-Юг, ТРАСЕКА, железнодорожная линия Баку-Тбилиси-Карс, Каспийско-Персидский коридор - геоэкономический ракурс (экономические назначения и эффективность проведения водного канала от Каспийского моря к Персидскому заливу), кондоминиум безопасности и новая финансовая архитектура в энергетике на Ближнем Востоке, Оценка экономического потенциала в тюркоязычных регионах, регионах Южного Кавказа и Каспийского бассейна.
Научное творчество и педагогическая деятельность:
- Автор 239 научных трудов (381,0 п.л.), в том числе 10 монографий, 1 учебник, 3 учебных программ, 5 методических методических указаний, 1 методических рекомендация, 1 библиографический сборник, 8 брошюр, около 30-ти статей на различные общественные темы.
- Выступал с докладами на международных конференциях, конгрессах и симпозиумах в зарубежных странах; более 30 научных статей были опубликованы в различных изданиях ряда иностранных государств.
- 1997-2010 гг. - преподаватель Университета "Тефеккюр", c 2010-2018 годы - профессор кафедры “Международные экономические отношения” и “Международная Экономика” в Азербайджанский Государственном Экономическом Университете.[14].

### Монографии
1. ·Экономические реформы и проблемы эффективности в нефтегазодобывающем комплексе на суше Азербайджана.[15] Баку: Элм, 1998, 144 с., 9,0 п.л., 300 экз. научный редактор: академик Национальная Академия Наук Азербайджана З.А.Самедзаде.  В монографии проанализированы динамика нефтегазодобывающего производства на суше, этапы развития и тенденции в ракурсе новых взглядов, научно обоснована необходимость новых структурных изменений с целью совершенствования управления нефтегазодобывающего комплекса, предложено формирование структуры и реализации экономического механизма, отвечающего требованиям области.
2. ·Энергетический комплекс накануне новых реформ.[16]. Баку: Элм, 2000, 257 с., 22,0 п.л., 300 экз., научные редакторы: д.э.н., проф. А.А.Агаева, Т.А.Пашаев. Монография посвящена анализу и оценке мировой энергетики в рамках глобализации, проблемам консолидации мировых энергетических ресурсов, ускорению, совершенствованию и углублению процесса реформ, обуславливающих стабильное экономическое развитие в Топливно-Энергетическом Комплексе Азербайджана в условиях рыночных отношений.
3. Направления формирования новых рыночных механизмов в нефтегазовой промышленности.[17]  Баку: Элм, 2000, 200 с.,12,5 п.л., 300 экз. научные редакторы: д.э.н.  А.Х.Нуриев, проф. А.А.Агаева (совместно с Т.А.Пашаевым). В монографии исследованы современное состояние нефтегазовой промышленности, тенденции развития в контексте новых реалий, экономические аспекты обеспечения стабильного развития, совершенствование налогообложения, фискальные механизмы в нефтегазовой промышленности и вопросы применения прочих рыночных формирований.
4. Потенциал природного газа Азербайджана: реалии и виртуальные черты.[18]. Баку: Элм, 2001, 186 с., 12,5 п.л., 350 экз. научный редактор: д.э.н., проф. А.Ш.Шакаралиев. Монография посвящена оценке растущего потенциала природного газа Азербайджана в диапазоне существующих реалий и виртуальной видимости, современному состоянию газовой промышленности, тенденциям интеграции и развития, формированию новой гибкой инфраструктуры в контексте рыночной экономики, анализу и исследованию глобальных и локальных перспективных возможностей природного газа в большом экономико-техническом обороте.
5. Модель экономического развития нефтегазодобывающего комплекса [19]. Баку: Элм, 2002, 472 с., 29,5 п.л., 500 экз., научный редактор: академик Национальная Академия Наук Азербайджана А.М.Аббасов. Лейтмотив монографии описывает исследование общих экономических проблем нефтегазодобывающей промышленности, развивающейся на суше Азербайджана в сфере углубляющихся рыночных отношений, разработку новой экономической модели отраслевого комплекса в обеспечении производственного роста, совершенствование проведенных реформ. В исследовании также нашли отражение исследование тенденций динамического развития структурных реформ на основе генетического анализа, разработка новой стратегии структурных реформ и управления в контексте систематического подхода, использование передовых рыночных механизмов и экономических технологий в решении проблем экономической модернизации комплекса и организации эффективной деятельности.
6. Модернизация экономической структуры нефтяного хозяйства [20]. Баку: Элм, 2003, 511 с., 32 п.л., 300 экз., научный редактор: д.э.н., проф., член-корреспондент Национальная Академия Наук Азербайджана А.Ф.Мусаев. В монографии рассматриваются динамические факторы развития эффективного хозяйственного строительства в контексте технико-экономической структуры  мировой и национальной нефтяной индустрий и тенденций прогресса; в диапазоне системного и ситуационного подхода исследованы и проанализированы социально-экономические аспекты нефтяной стратегии, а также совершенствование, углубление, государственное урегулирование, концепция управления и проблемы рациональной организации производства, представлены приоритеты альтернативных и рыночных механизмов модернизации экономической структуры нефтегазового сектора в соответствии с принципами верификации.
7. Социализирующаяся экономика [21]. Баку: Элм, 2006, 509 с., 32,0 п.л., 3000 экз. научный редактор: академик Национальная Академия Наук Азербайджана З.А.Самедзаде. В монографии в научно-аналитическом выражении нашли отражение исследования принципов экономической и социальной композиции продолжительного развития социума, интерпретация в историко-философском ракурсе раскрывающегося в социализирующуюся экономику вектора цивилизации. Ключевую линию научно-исследовательского анализа составляют, формирующие социализирующуюся экономику и превращающие её в единое целое следующие соединительные элементы: общественно-экономические явления, демографические изменения, оптимальные издержки, социальные гарантии, локальное хозяйствование, круг региональной и глобальной интеграции, энергетическое и ресурсное снабжение экономики, строительство открытой общины и гражданского общества, перспективные экономические реалии Ислама.
8. Социально-экономические проблемы регионов (на примере Шекинско-Закатальского региона) [22] (Соавторы - A.С.Касымов, Г.А.Исрафилов [23], Е.А.Агаев) - Баку: Издательство Экономического Университета, 2006, 304 с., 19,0 п.л., 500 экз. Издано по решению научного совета Азербайджанского Государственного Экономического Университета. Научный консультант: д.э.н., проф. Ш. Г. Гаджиев, научный редактор: академик Национальная Академия Наук Азербайджана А.А.Надиров. В монографии содержится анализ комплекса вопросов, связанных социально-экономическим развитием Шеки-Закатальского региона Азербайджанской Республики. Монография написана с целью оказания научно-методической и научно-практической помощи работникам государственной исполнительной власти и муниципальных структур.
9. Рейтинг Азербайджанской экономики в мире [24]  (Соавтор - Э. Р. Багирзаде). Баку: Элм, 2011, 128 с., 8,0 п.л., 500 экз. научный редактор: академик Национальная Академия Наук Азербайджана З.А.Самедзаде. В монографии представлены ведущие глобальные отчёты рейтинговых организаций, а также ссылки на национальные статистические источники Азербайджана, которые в течение последних 20 лет определяют свою позицию среди стран мира по основным количественным и качественным показателям. Монография является, по сути, первым современным изданием в этой области в Азербайджане и предназначена, в первую очередь, для использования в научно-исследовательских и образовательных сферах в качестве источника статистической информации.
10. Нобелевская экономика [25].  Баку: Элм, 2020. 23,0 п.л. 500 экз. Научный консультант: академик Национальная Академия Наук Азербайджана З.А.Самедзаде. Учреждение Нобелевской премии по экономике и творческая работа лауреатов в этой номинации за последние 50 лет в целом способствовали формированию нового этапа в экономической науке. В монографии с предметным анализом и концептуальным обоснованием достижения исследователей посткейнсианского периода в синхронизации с результатами деятельности лауреатов, которые существенно улучшили содержание экономических теорий и сформировали новые течения и направления в экономической науке обусловлено называть этапом “Нобелевская экономика”. Помимо этого, в исследовательской работе впервые было предложено целенаправленным считать замену термина “Лауреаты Нобелевской премии по экономике” лаконичным термином “Нобелевские экономисты”.

## Учебник
1. Мировая экономика и Азербайджан [26] Баку, “Letterpress”, 2018, 912 с., 57,0 п.л., 500 экз. Научный консультант: академик З.А.Самедзаде. Учебник посвящёно     теоретическим основам и практическим вопросам формирования и развития мировой экономики, включая тенденции глобализации, темпам и пропорциям развития, международным движениям капитала, особенностям мирового рынка товаров и услуг, а также процессам ценообразования, валютным и финансовым отношениям и другим актуальным вопросам. Специфика и важный аспект учебника связаны с выявлением роли и места Азербайджанской Республики в международном разделении труда, анализом и представлением её перспектив для углубленной интеграции в мировую экономику. Предназначен для студентов, кандидатов наук, преподавателей, исследователей, специалистов, а также тем, кто интересуется проблемами мировой экономики.

## Библиографический сборник
Элшан Гаджизаде. Библиография.
Посвяшастся к 60-летию со дня рождения. Баку: “Элм” 2021, 424 с. 26,5 п.л., 300 экз. Главный редактор: академик З.А.Самедзаде. Редакторы: члены-корреспонденты НАНА А.Ф.Мусаев, К.К.Иманов, доктора экономических наук, профессора В.Т.Новрузов, Х.А.Исрафилов. Составители: доктор философии по экономике, доцент Э.З.Самедзаде, Э.А.Алиев, С.А.Султанов.
Публикуется совместными решениями Научного Совета Союза экономистов Азербайджана и Научного Совета Центра энергетической экономики Азербайджанского Государственного Экономического Университета (UNEC).
Биобиблиографическое издание посвящено жизни, научно-педагогической, трудовой и общественной деятельности доктора экономических наук, профессора Эльшана Махмуд оглу Гаджизаде. Издание включает в себя на азербайджанском, русском и английском языках важные даты событий жизни автора, основные направления его научной деятельности, аттестаты, дипломы, сертификаты и другие свидетельства, полученные в связи с ученой степенью, ученым званием и образованием, библиографию научных трудов, список публицистических статей и исследовательские работы, выполненные в области науки и образования, подготовленные проекты, рецензии о книгах в прессе, участие в диссертационных советах и в круглых столах, диссертациях в которых является официальным оппонентом, также представлена информация о научных редакционных коллегиях, членом и руководителем которых он является.

## Программы обучения
1. Экономический анализ[27]. Yчебная программа для студентов бакалавриата по специальности II-01-02.01 “Бухгалтерский учет и аудит”. Редактор: проректор по научной работе Азербайджанского Государственного Экономического Университета, доктор экономических наук, профессор А.Ш.Шакаралиев. Рецензенты: заведующий кафедрой статистики Азербайджанского Государственного Экономического Университета, доктор экономических наук, профессор С.М.Ягубов, доцент кафедры экономического анализа и аудита Азербайджанского Государственного Экономического Университета, кандидат экономических наук Ф.Ш.Гаджиев. Баку: Министерство Образования Азербайджанской Республики, 2002, 1,0 п.л.
2. Tеория бухгалтерского учёта и основы аудита[28].  Программа курса “Теория бухгалтерского учета и основы аудита” для вузов, специализирующихся в области бухгалтерского учета и аудита II-01-02.01. Редактор: заведующий кафедрой Государственного Регулирования Экономики Азербайджанского Государственного Экономического Университета доктор экономических наук, профессор Г.Б.Аллахвердиев. Рецензенты: ректор Университета "Тефеккюр", доктор экономических наук,  М.Д.Атакишиев, заведующий кафедрой бухгалтерского учета и аудита, Азербайджанский Государственный Экономический Университет, кандидат экономических наук, доцент Ш. М. Сабзалиев. Баку: Министерство Образования Азербайджанской Республики, 2002, 1,5 п.л.
3. Международные инвестиции (совместно с И.А.Керимли [29] и с М.И.Бархударовым). Заведующий кафедрой Международной Экономики Азербайджанского Государственного Экономического Университета, доктор экономических наук, профессор И.А.Керимли, профессор кафедры Международной Экономики Азербайджанского Государственного Экономического Университета, доктор экономических наук, Э.М.Гаджизаде, директор Российской школы экономики Азербайджанского Государственного Экономического Университета  доцент М.И.Бархударов. Научный редактор: ректор Азербайджанского Государственного Экономического Университета, доктор экономических наук, профессор А. Д. Мурадов. Рецензенты: заведующий кафедрой Мировой Экономики Бакинского Государственного Университета, доктор экономических наук, профессор Х.Б.Рустамбеков, заведующий кафедрой Экономической Теории и Истории Экономической Мысли Института Экономики Национальной Академии Наук Азербайджана, доктор экономических наук, профессор Ю.З.Юзбашиева. Директор Бакинского Бизнес Учебного  Центра при Министерства Экономики Азербайджанской Республики, доктор экономических наук, доцент А.Х.Фаррухов. Баку: Министерство Образования Азербайджанской Республики, 2016, 2,5 п.л.

## Методические пособия
1. О проведении процесса социального опроса[30] (совместно с Г.Г.Ахмедовым). Методические указания. Заведующий лабораторией “Социально-экономические научные исследования” Азербайджанского Государственного Экономического Университета, кандидат экономических наук Э.М.Гаджизаде, доцент кафедры политологии и социологии Азербайджанского Государственного Экономического Университета, кандидат философских наук Х.Г.Ахмедов. Редактор: проректор по научной работе Азербайджанского Государственного Экономического Университета, доктор экономических наук, профессор А.Ш.Шакаралиев. Рецензенты: заведующий кафедрой маркетинга средств производства Азербайджанского Государственного Экономического Университета, доктор экономических наук, профессор Ш.А.Ахундов, декан факультета повышения квалификации и переподготовки кадров Академии управления при Президенте Азербайджанской Республики, доктор философских наук, профессор Ш.С.Гасымли, доцент кафедра политологии и социологии, кандидат философских наук Х.Х.Opуджов. Баку: Министерство Образования Азербайджанской Республики, 2003, 1,8 п.л.
2. О проведении научно-исследовательской практики[31]. Методические указания. Заведующий лабораторией “Социально-экономические исследования” Азербайджанского Государственного Экономического Университета, кандидат экономических наук Э.М.Гаджизаде. Редактор: проректор по научной работе Азербайджанского Государственного Экономического Университета. Доктор экономических наук, профессор А.Ш.Шакаралиев. Рецензии: действительный член Национальной Академии Наук Азербайджана, академик Г.Ф.Султанов, заведующий кафедрой наук Азербайджанского Государственного Экономического Университета, кандидат экономических наук, доцент Н.Р.Гулиев, заместитель профессора кафедры экономической информатики и АИС Азербайджанского Государственного Экономического Университета Р.А.Балаев. Баку: Министерство Образования Азербайджанской Республики, 2004, 1,5 п.л.
3. Выполнение магистерской диссертации[32] (совместно с Г.А.Исрафиловым). Методические указания. Директор Центра подготовки магистров Азербайджанского Государственного Экономического Университета, кандидат экономических наук, доцент Г.А.Исрафилов, заместитель директора Центра Подготовки Магистров Азербайджанского Государственного Экономического Университета, доктор экономических наук, профессор Э.М.Гаджизаде. Редактор: ректор Азербайджанского Государственного Экономического Университета, доктор экономических наук, профессор Ш. Г. Гаджиев. Рецензенты: заведующий кафедрой экономической кибернетики, Азербайджанский Государственный Экономический Университет, доктор экономических наук, профессор Б.И.Мусаев, декан магистратуры Азербайджанской Государственной Нефтяной Академии, кандидат экономических наук, доцент В.Т.Мустафаев. Баку: «Издательство Экономического Университета», 2007, 2,8 п.л.
4. Выполнение научно-исследовательской практики магистранта[33] (совместно с Г.А.Исрафиловым). Методические указания. Директор Центра Подготовки Магистров Азербайджанского Государственного Экономического Университета, кандидат экономических наук, доцент Г.А.Исрафилов, заместитель директора Центра Подготовки Магистров Азербайджанского Государственного Экономического Университета, доктор экономических наук, профессор Э.М.Гаджизаде. Редактор: ректор Азербайджанского Государственного Экономического Университета, доктор экономических наук, профессор Ш. Г. Гаджиев. Рецензенты: проректор Азербайджанского Государственного Экономического Университета, доктор экономических наук А.И.Байрамов, директор Центра экономических реформ Министерства Экономического Развития Азербайджанской Республики, кандидат экономических наук В.А.Рустамов. Баку: «Издательство Экономического Университета», 2007, 2,6 п.л.
5. Выполнение научно-педагогической практики[31] (совместно с Г.А.Исрафиловым). Методические указания. Директор Центра Подготовки Магистров Азербайджанского Государственного Экономического Университета, кандидат экономических наук, доцент Г.А.Исрафилов, заместитель директора Центра Подготовки Магистров Азербайджанского Государственного Экономического университета, доктор экономических наук, профессор Э.М.Гаджизаде. Редактор: ректор Азербайджанского Государственного Экономического Университета, доктор экономических наук, профессор Ш. Г. Гаджиев. Рецензенты: заведующий кафедрой образования Азербайджанского Государственного Экономического Университета, кандидат экономических наук, доцент А.М.Мирзаев, заведующий кафедрой международных экономических отношений Азербайджанского Международного Университета, доктор экономических наук, профессор И.А.Керимов.  Баку: «Издательство Экономического Университета», 2007, 2,6 п.л.
6. Методическая рекомендация по выполнению магистерского реферата[34] (совместно с Г.А.Исрафиловым и Э. Р. Багирзаде). Директор Центра Подготовки Магистров Азербайджанского Государственного Экономического Университета, кандидат экономических наук, доцент Г.А.Исрафилов, заместитель директора Центра Подготовки Магистров Азербайджанского Государственного Экономического Университета, доктор экономических наук, профессор Э.М.Гаджизаде, старший инспектор Центра Подготовки Магистров Азербайджанского Государственного Экономического Университета Э. Р. Багирзаде. Редактор: доктор экономических наук, профессор Ш. Г. Гаджиев, Азербайджанский Государственный Экономический Университет. Рецензенты: декан факультета коммерции Азербайджанского Государственного Экономического Университета, доктор экономических наук, профессор Г.Н.Манафов, заведующий кафедрой магистратуры, аспирантуры и докторантуры Бакинского Государственного Университета, кандидат технических наук, доцент А.О.Мамедова. Баку: «Издательство Экономического Университета». 2009. 2,8 п.л.

## Проекты и экономические обоснования
1. Инвентаризация и рекультивация загрязненных нефтью территорий (проект)
2. Азербайджанская нефтяная энциклопедия (проект)
3. Автоматизация системы бухгалтерского учёта в высших учебных заведениях (компьютерная программа)
4. Организация компьютерных курсов в Азербайджанском Экономическом Университете (программа реализации)
5. Создание женской бригады, представляющей фермерское хозяйство (проект)
6. План мероприятий и деятельности, посвященных празднованию «Дня Земли» (проект)
7. Строительство целлюлозно-бумажного комбината, основанного на природном сырье - тростнике и аналогичные растительные компоненты в Азербайджанской Республике (бизнес план)
8. Автомагистраль Алят-Астара: природно-географическое положение, метеорологическое состояние и социально-экономическая инфраструктура (экономические обоснования)
9. Автомагистраль «Бакинская кольцевая - 2»: природно-географическое положение, метеорологическое состояние и социально-экономическая инфраструктура (экономические обоснования)

## Законодательство
1. Закон Азербайджанской Республики «Об образовании» (член рабочей группы по подготовке и экспертизы закона Азербайджанской Республики в Комиссии по Науке и Образованию Милли Меджлиса Азербайджанской Республики).
2. Закон Азербайджанской Республики «О науке и научно-технической политике» (член рабочей группы по подготовке и экспертизы закона Азербайджанской Республики в Комиссии по Науке и Образованию Милли Меджлиса Азербайджанской Республики).

## Сертификаты
1. Подготовка к курсу пользователя компьютера (MS DOS, WINDOWS). Государственный Комитет Науки и Техники Азербайджанской Республики. Баку, сентябрь-декабрь 1997 года.Свидетельство - Баку: C № 000092, 4 декабря 1997 года.
2. Семинар по “Технической программе сотрудничества в областиразвития профессиональных экономических ассоциаций”. Агентство США по международному развитию, Вашингтон: 11 сентябрь - 2 октябрь 1999 г. Сертификат - AED/Washington, DC. 2 октябрь 1999г.
3. Семинар по “Технической программе сотрудничества в области развития профессиональных экономических ассоциаций”. Институт Общественного и Частного Сотрудничества США (IP3, TheInstitutefor Public-Private Partnerships)[35], Вашингтон: 13 сентябрь - 1 октябрь 1999 г. Сертификат - IP3/Washington, DC. 2 октябрь  1999 г.
4. “Персидский залив: XVI международная конференция”. Институт Политических и Международных Исследований Министерства Иностранных Дел Исламской Республики Иран. 17-18 февраля, Тегеран: 2004. Сертификат - Institute for political and International Studies. Tehran. 18 February 2004.
5. Семинар “Окружающая среда, нефть и газ: коммерциализация технологии в Каспийском Регионе”. Фонд гражданского исследования и развития США (CRDF)[36] и Фонд Азербайджанской Национальной Науки (ANSF), Баку: 15-17 март 2004 г. Сертификат - CRDF- ANSF/Баку, 17 март 2004 г.
6. Симпозиум “Практическое изучение бизнеса и сельское хозяйство”. Фонд гражданского исследования и развития США (CRDF) и Фонд Азербайджанской Национальной Науки (ANSF), Баку: 6-7 июнь 2005 г. Сертификат - CRDF- ANSF/Баку 7 июня 2005 г.
7. IX Международный конгресс социальных наук тюркского мира.  Турецкий всемирный исследовательский фонд. Баку-Стамбул, 15-17 июня 2011 года.  Свидетельство - Координаторство конгресса. Баку-Стамбул: 17 июня 2011 года.
8. Международный конгресс “Экономика, Финансы и Энергия I”. Международный Казахско-Турецкий университет имени Х.А.Яссави [37] и Международный Тюркская Академия [38]. Республика Казахстан, Алма-Атa: 11-14 июня 2014 г. Сертификат - İnternational Congress of Economy, Finance and Energy (EFE 2014) Republic of Kazakhstan, Alma-Ata.
9. “Наука и технологии в современном обществе: проблемы, прогнозы и решения” Первая турецко-азербайджанская международная научно-практическая виртуальная конференция.  Международный центр исследований, образования и обучения (Эстония Таллинн), Аспендос-Академия. Международная академия медицинских и социальных наук (Великобритания, Лондон). Турция, Измир, 26-27 сентября 2020.  Сертификат участника: Организатор Н.А.Исазаде, Баку: 27 сентября 2020 года.
10. “Современные тенденции диалога в многонациональном обществе: философский, религиозный, правовой взгляд”. Первая международная научно-практическая украинско-Азербайджанская конференция (Виртуал).  Институт философии имени Григория Сковороды Национальная академия наук Украины (Украина, Киев), Киевский университет имени Бориса Гринченко (Украина, Киев), Украинская ассоциация исследователей религии (Украина, Киев) Международный научно-образовательный и учебный центр LTD (Великобритания, Лондон) Международный научно-образовательный и учебный центр MTÜ (Эстония, Таллин).  Сертификат об участии CERT.NO: MTDMS-2020-0032: Член Правления конференции Елена Александрова. Киев: 12 ноября 2020 года.
11. 10-я Международная конференция по лидерству, технологиям, инновациям и управлению бизнесом 2022 (ICLTIBM-2022). Азербайджанский Государственный Экономический Университет, Технический Университет Йылдыз.  Сертификат об участии - Председатель конференции Мамедов проф. д.э.н Джемаль Зехир Технический Университет Йылдыз, Сопредседатель конференции Проф. д.э.н Захид Фаррух Азербайджанский Государственный Экономический Университет. Баку: 12-14 октября 2022 года.

## Подготовка научных кадров
- Доктора философии по экономике - 9.
- Участие (член и заместитель председателя) в Диссертационных советах, организуемых для получения ученой степени доктора экономических наук и доктора философии в области экономических наук (2012-2025 г.г.). Азербайджанский Государственный Экономический Университет, Азербайджанский Государственный Университет Нефти и Промышленности, Азербайджанский Государственный Аграрный Университет, Институт Экономики Национальной Академии Наук Азербайджана, Институт Нефтехимических Процессов Национальной Академии Наук Азербайджана, Азербайджанский Университет Кооперации.

## Редакционная деятельность
1. Главный редактор журнал “ENECO” [39]. “Центр экономики энергетики” [40] Азербайджанский государственный экономический университет - UNEC. (2019-по настоящее время).
2. Главный редактор журнала «Азербайджанский налоговый журнал» Министерства налогов Азербайджанской Республики (2010-2018).
3. Заместитель главного редактора. «Большая Экономическая Энциклопедия» [41]. В 7-и томах. Баку: Издательство "Şərq-Qərb". 2012.
4. Член редакционной коллегии научного журнала "Тефеккюр"[42] Научно-образовательного Центра Университета "Тефеккюр". 2014.
5. Gulustan-Black Sea "Black Sea"[43] (Чёрное море) Scientific Journal of Academic Research . (Гулистан-Черноморский научный журнал академических исследований) Международный консультант, почетный член редколлегии, главный редактор отдела экономики.
6. The Caucasus-Economic and Social Analysis Journal of Southern Caucasus [44] (“Южнокавказский научно-исследовательский” журнал). Республика Грузия. Международный консультант, почетный член редколлегии, главный редактор отдела экономики.
7. Proceeding of The International Research Education & Training Center [45] (“Исследование Международного научно-образовательного центра”). Республика Грузия. Международный консультант, почетный член редколлегии, главный редактор отдела экономики.
8. Член редакционной коллегии газеты Союза экономистов Азербайджана “İqtisadiyyat” (Экономика).
9. “Завершение переходного периода в экономике Азербайджана: Анализ и выводы. Проблемы формирования модели национального развития”. Материалы республиканской научно-практической конференции посвященной 70-летнему юбилею академика Зияда Самедзаде. Институт Экономики Национальной Академии Наук Азербайджана, Союз Экономистов Азербайджана, Международный Союз Экономистов, Азербайджанский Государственный Экономический Университет. Баку: 2010. 982 c. Член редакционного совета.
10. Специальный журнал, посвященный 80-летию Хачмазского района. Баку: LETTERPRESS, 2010. 120 c. Разработчики проекта.
11. Исрафилов Г.A. “Направления совершенствования потребительской кооперации в условиях глобализации ” (монография). Баку: Элм, 2010, 452 с. Рецензент.
12. Научный редактор - Сафаров Г.Э., Дадашова К.С.[46], "Качество и конкурентоспособность продукта в нефтегазовом комплексе"[47].  Монография. Бakу: Элм, 2011, 224 с.
13. Рецензент - Балайева Е.Э., Экономическая безопасность и финансовые проблемы развития. Монография. Бakу: Элм, 2011, 396 с.
14. Мамедов Я.А. “Формирование и направления развития фондового рынка Азербайджанской Республики” Баку: Издательство “Европа” 2016. 162 с. Рецензент.
15. Член организационного комитета и редакционного совета - “Современная наука: проблемы, прогнозы и решения”. Шестая международная научно-практическая конференция. Тбилиси, Грузия Март, 2016.
16. Член организационного комитета и редакционного совета “Экономика Азербайджана в эпоху изменений в глобальной мировой экономике”, посвященной 75-летию академика Зияда Самедзаде. Научно конференция. Национальная Академия Наук Азербайджана, Институт Экономики Национальной Академии Наук Азербайджана, Союз Экономистов Азербайджана. Баку: Элм, 2019. 743 c.
17. Научный редактор - Р.А.Заблоцкая, К.А.Мамедов. “Рол логистических услуг в глобальных производственных сетях”. Монография. Баку: Элм, 2020, 452 с.
18. Член Оргкомитета, Научного комитета и Редколлегии. Азербайджан-Турция. “Первая международная научно-практическая виртуальная конференция наука и технологии в современном обществе: проблемы, прогнозы и пути решения”. Турция, Измир, 26-27 сентября 2020 г.
19. Член редколлегии - Гейдар Алиев и модель национального экономического развития Азербайджана. Монография. Баку: Азербайджанский Университет Архитектуры и Строительства. Центр “Издательство-полиграфия”. 2020. 496 с.
20. Член редколлегии - Международный Совет по Научному Развитию. “Наука без границ”. Труды Международной Академии Наук H&E. Austria. Инсбрук.
21. Член редколлегии - Международный Совет по Научному Развитию. Международная Академия Наук H&E. Азербайджанская секция: 20 лет. Международный издательский дом “Наука без границ” (SWB), Баку-Инсбрук, Мейнхардштрассе 10, A-6020 Инсбрук, Австрия, 2022, 276 стр.
22. Научная сессия, посвященная 80-летию академика Зияда Самедзаде. Баку 2020: международная научная конференция на тему” новый качественный этап устойчивого развития". Национальная Академия Наук Азербайджана, Институт Экономики Национальной Академии Наук Азербайджана, Союз Экономистов Азербайджана. Баку: Елм, 2022. c. 319-328. Член оргкомитета и редколлегии.
23. Член научного комитета 10-я Международная конференция по лидерству, технологиям, инновациям и управлению бизнесом 2022 (ICLTIBM-2022). Азербайджанский Государственный Экономический Университет, Технический Университет Йылдыз. Баку: 12-14 октября 2022 года.
24. Первая международная научно-практическая виртуальная конференция “Современные и социальные науки: новые измерения, подходы и вызовы”. 08-09 июль 2022. МТУ. Эстония, Таллинн. 2022. Член оргкомитета, и научного комитета.
25. Международная конференция “Зеленая энергия: новое концептуальное видение и мультипликативные эффекты” посвященная 100-летию со дня рождения общенационального лидера Гейдара Алиева. Организовано Центра экономики энергетики Азербайджанского Государственного Экономического Университета, “Фондом поддержки образования и инвестиций” (Грузия, Тбилиси) и “Международным центром исследований, образования и обучения” (Эстония, Таллинн) на основе совместной участие. 28-29 апреля 2023 года, Баку-Тбилиси-Таллинн. 2023 г. Член оргкомитета и научного комитета.
26. Член консультативного комитета - Технологические, экономические и социальные аспекты энергетики. 1-й Международный энергетический конгресс. Стамбул, Турция. 16-18 марта 2023 года.
27. Мамедов М.А. “Стратегия Ильхама Алиева по экономическому развитию территорий, освобожденных от оккупации” (монография). Баку: Elm, 2024. 452 s. Член редакционного совета.
28. Аббасов Анар Фазиль оглы. Современные тенденции экономического развития: глобальные вызовы, угрозы и перспективы. Монография. Баку: 2024, издательство “Мәүлим”, 576 c. Рецензент.
29. Член редакционной коллегии. Азия будущего. Международный журнал Азиатской Академии Наук. 2024.
30. Международный многопрофильный симпозиум “ООН-COP29: Усиление роли мировых ученых в решении актуальных проблем современной цивилизации. Охрана окружающей среды и зеленая повестка дня”. Баку:31 августа 2024 г. (Член научного комитета).

## Награды
1. Юбилейная медаль “100 лет Гейдару Алиеву (1923-2023)” (Распоряжение Президента Азербайджанской Республики № 4289 от 2 февраля 2024 г).
2. Медаль “Тарагги” (Прогресс).  (Распоряжение Президента Азербайджанской Республики № 2702 от 23 июня 2021 г.[48]).
3. Юбилейный медал "100-летия Азербайджанской Демократической Республики" (1918-2018) (Распоряжение Президента Азербайджанской Республики № 1205 от 27 мая 2019 г.).
4. Юбилейная медаль "25 лет Агентства по Разминированию Азербайджанской Республики (1998-2023)" (Приказ Председателя Правления Агентства по Разминированию Азербайджанской Республики № 11-7/3-12400ю/2023. 20.12.2023).
5. “Золотой знак” Международной Академии Наук. (“За исключительные заслуги в области Науки и Образования” - Диплом № 30Az/2022 Баку 18.06.2022).

## Фильмография
1.   Heydər Əliyev (film, 1999-2013) (фильм, 2013)

## Семья
Женат, имеет троих детей.